# Jarno Saarinen

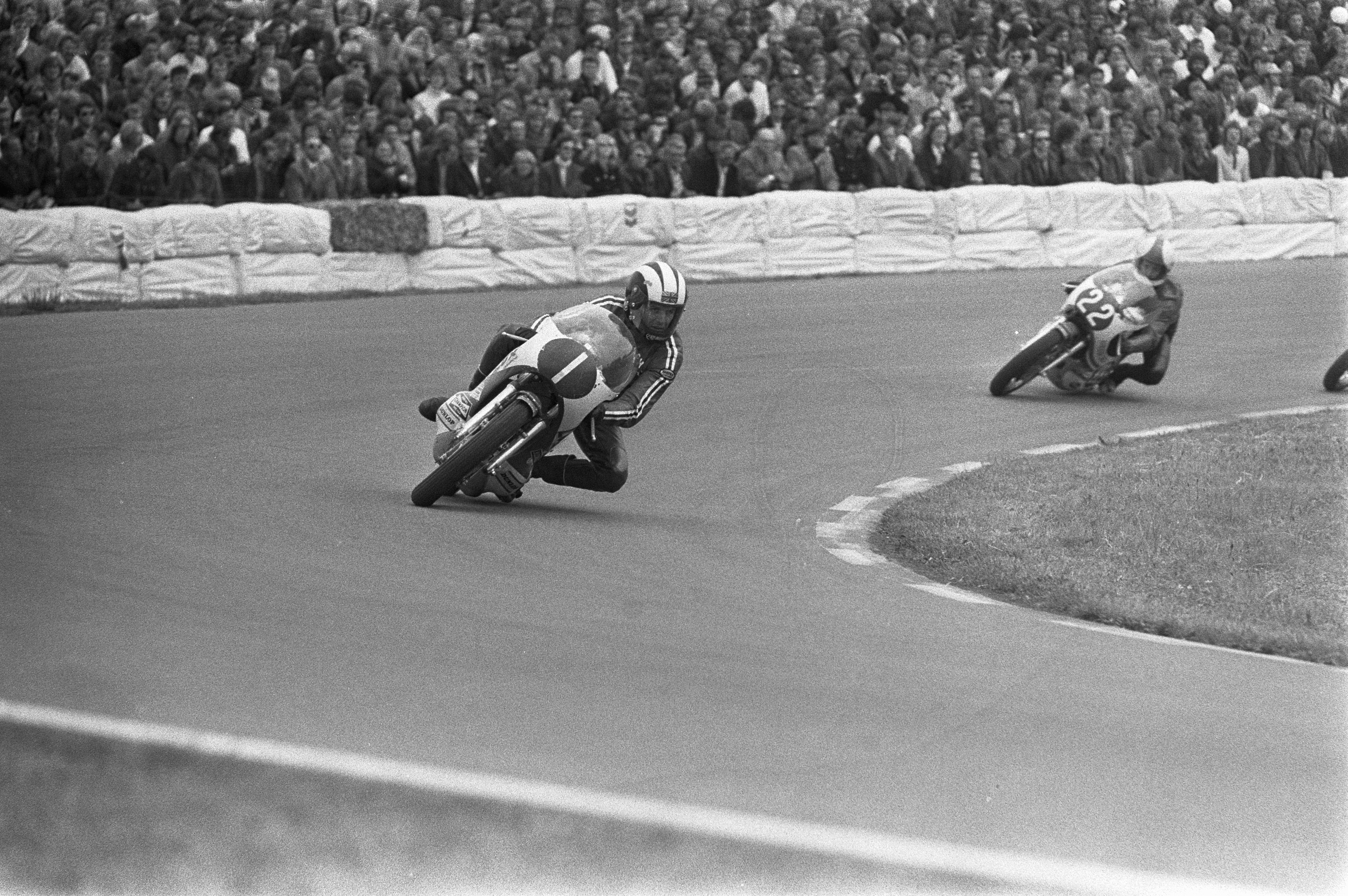
250-cm³-Klasse: Jarno Saarinen (22) hinter Phil Read, TT Assen (1972)

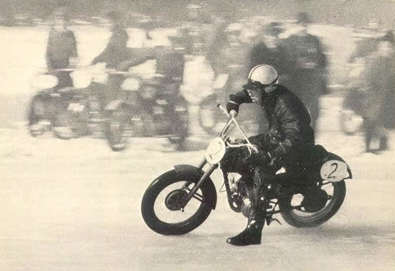
Jarno Saarinen bei einem Eisrennen (1963)

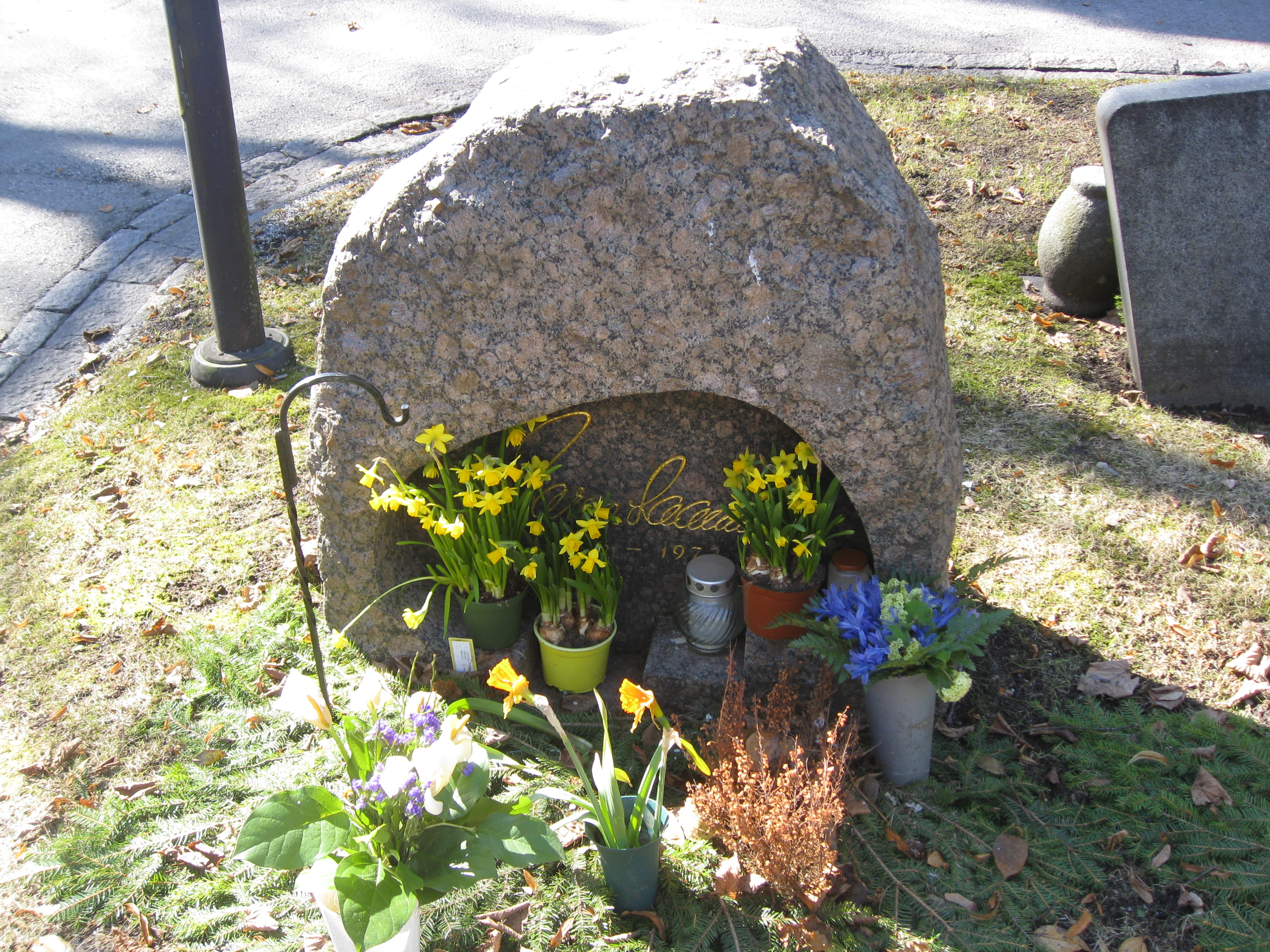
Jarno Saarinens Grabstein in Turku

Jarno Karl Keimo Saarinen (* 11. Dezember 1945 in Turku, Finnland; † 20. Mai 1973 in Monza, Italien) war ein finnischer Motorradrennfahrer, auch bekannt als The Flying Finn (der fliegende Finne).
Er bestritt zwischen 1970 und 1973 insgesamt 48 Rennen in der Motorrad-Weltmeisterschaft und gewann 1972 den Titel in der 250-cm³-Klasse. Saarinen starb 1973 bei einem Rennunfall in Monza.

## Karriere
Jarno Saarinen studierte an der Technischen Hochschule von Turku Ingenieurwesen. Sein Berufswunsch war Motorenentwickler. Nach dem Studium arbeitete er für Puch in Finnland und fuhr mit Motorrädern dieser Marke Eisspeedway und Straßenrennen.
Am 4. August 1968 belegte Saarinen bei seinem ersten WM-Rennen in der 125-cm³-Klasse beim Großen Preis von Finnland in Imatra den elften Platz. Im Jahr 1969 wurde Saarinen Finnischer Meister, und 1970 konnte er auf einer privat finanzierten Yamaha TD2 250-cm³ den vierten WM-Gesamtrang einfahren. 1971 trat Saarinen in den Klassen bis 250-cm³ und bis 350-cm³ an und belegte den dritten bzw. zweiten WM-Rang. Diese Leistung veranlasste Yamaha dazu, ihm für die Saison 1972 einen Werksvertrag für diese beiden Klassen anzubieten. Saarinen bedankte sich mit dem Titel bei den 250ern und dem zweiten WM-Platz in der größeren Klasse hinter Giacomo Agostini.
In der Saison 1973 trat Saarinen wieder in der 250-cm³-Klasse und zusätzlich mit der neuen Vierzylinder-Zweitakt-Yamaha in der 500-cm³-Klasse an. Er gewann die drei ersten Rennen der Saison in der kleinen und zwei von drei Rennen in der großen Klasse.

### Tragödie von Monza
Am 20. Mai 1973 kam Jarno Saarinen bei einem schweren Unfall in der ersten Runde des 250-cm³-Laufes zum Nationen-Grand-Prix in Monza, bei dem auch Renzo Pasolini tödlich verunglückte, ums Leben. Die Umstände dieses Unglücks, das als eines der schwersten in der Geschichte der Motorrad-WM gilt, sind bis heute nicht restlos aufgeklärt.
In der ersten Runde des 250er-Laufes brach Pasolinis Motorrad, an zweiter Stelle liegend, in der Curva Grande bei ca. 220 km/h nach links aus. Der Italiener wurde in die Streckenbegrenzung geschleudert und war auf der Stelle tot. Sein Motorrad flog in hohem Bogen zurück auf die Strecke und traf Saarinen, der direkt hinter ihm lag, am Kopf. Der Finne wurde dadurch ca. 40 Meter durch die Luft geschleudert und verletzte sich beim Aufprall auf die Strecke ebenfalls tödlich. Das aus Pasolinis Motorrad austretende Benzin setzte die Strecke und die zur Sicherung angebrachten Strohballen in Brand, dennoch kamen die zwölf weiteren in den Sturz involvierten Piloten allesamt mit Knochenbrüchen, Prellungen und Schürfwunden davon.
In den folgenden Stunden entbrannte ein Streit zwischen Fahrern und Rennleitung um den Start der weiteren Rennen, die schließlich abgesagt wurden. Noch am selben Abend wurde auf einer Pressekonferenz erklärt, dass Pasolini den Sturz durch einen Fahrfehler ausgelöst hätte. Sein damaliger Teamchef Gilberto Milani und eine von Sandro Colombo angefertigte Expertise gingen von einem Kolbenklemmer als Unfallursache aus. Andere Quellen führen Pasos Sturz auf die verschmutzte Strecke zurück und geben der Rennleitung die Schuld für das Unglück. Diese hatte es versäumt, im vorhergegangenen 350er-Lauf Walter Villa, der durch einen technischen Defekt an seiner Benelli die Piste mit Öl verunreinigte, aus dem Rennen zu nehmen und die Strecke in der folgenden 30-minütigen Rennpause zu säubern.
Jarno Saarinen wurde in seiner Heimatstadt Turku beigesetzt. In den 48 Grand-Prix-Rennen seiner Karriere erreichte er 15 Siege und insgesamt 32 Podiumsplatzierungen. Im Jahr 2009 wurde der Finne in die MotoGP Hall of Fame aufgenommen.

## Statistik

### Erfolge
- 1972 – 250-cm³-Weltmeister auf Yamaha
- 1972 – Sieger beim Mallory Park Race of the Year
- 1973 – Sieger beim Daytona 200
- 1973 – Sieger beim 200-Meilen-Rennen von Imola
- 15 Grand-Prix-Siege

### Ehrungen
- Aufnahme in die MotoGP Hall of Fame

### In der Motorrad-Weltmeisterschaft
| Jahr | Klasse  | Team     | 1   | 2   | 3   | 4   | 5   | 6   | 7   | 8   | 9   | 10  | 11 | 12  | 13  | Punkte | WM          | Siege |
| ---- | ------- | -------- | --- | --- | --- | --- | --- | --- | --- | --- | --- | --- | -- | --- | --- | ------ | ----------- | ----- |
| 1970 | 250 cm³ | Yamaha   | 6.  | DNF | 4.  | DNS | 3.  | 4.  | 4.  | 3.  | DNF | DNF |    | DNF | DNF | 57     | 4.          | –     |
| 1971 | 50 cm³  | Kreidler | DNS | DNS |     | DNS | DNS | DNS | DNS | DNS | DNS | DNS | 6. | 2.  |     | 17     | 12.         | –     |
| 1971 | 250 cm³ | Yamaha   | 8.  | DNS | DNS | DNS | DNS | 5.  | 3.  | 3.  | 6.  | 2.  | 5. | 1.  |     | 64     | 3.          | 1     |
| 1971 | 350 cm³ | Yamaha   | 6.  | 5.  | DNS | DNF |     | DNF | 1.  | 3.  | 2.  | DNF | 1. | DNF |     | 63     | 2.          | 2     |
| 1972 | 250 cm³ | Yamaha   | 3.  | 4.  | 2.  | 3.  | DNS | DNF | 3.  | 1.  | 1.  | 1.  | 2. | 1.  | DNS | 94     | Weltmeister | 4     |
| 1972 | 350 cm³ | Yamaha   | 1.  | 1.  | 4.  | 3.  | DNS | DNF | 2.  |     | DNF | 1.  | 3. | 2.  | DNF | 89     | 2.          | 3     |
| 1973 | 250 cm³ | Yamaha   | 1.  | 1.  | 1.  | DNS | DNF | –   | –   | –   | –   | –   | –  | –   | –   | 45     | 4.          | 3     |
| 1973 | 500 cm³ | Yamaha   | 1.  | 1.  | DNF | DNS | DNS | –   | –   | –   | –   | –   | –  | –   | –   | 30     | 7.          | 2     |

DNS: nicht am Start | DNF: Rennen nicht beendet

## Trivia
- Saarinen ist bis heute der einzige Finne, der eine Motorrad-Straßen-Weltmeisterschaft gewinnen konnte.
- In Italien gibt es immer noch einen aktiven Saarinen-Fanclub.
- Der italienische Formel-1-Rennfahrer Jarno Trulli ist nach Saarinen benannt.
- Saarinen gewann als erster Europäer 1973 die Daytona 200 auf dem Daytona International Speedway.
- Im Wolf-Haas-Krimi Das ewige Leben trägt eine Figur Saarinens Namen als Spitznamen und eine andere Figur trägt den Vornamen seiner Witwe Soili Karme.

## Verweise